# Stone Music Entertainment
Stone Music Entertainment（朝: 스톤뮤직 엔터테인먼트）は、韓国のCJ ENM傘下のレコードレーベルである。かつては、Swing EntertainmentやOFF THE RECORD Entertainmentなどを傘下に置き、アーティストマネージメント、音楽制作、コンサート運営などを行っていた。
もともとはソウル特別市銀平区に本社を置くCJ ENM傘下の芸能プロダクションおよびレーベルでしたが、CJ ENMのレーベル整備のため、2021年3月に廃業しました。

## 沿革
- 1993年5月、「Mediopia」として設立。
- 1994年6月29日、「Mediopia Technology」へ改名。
- 2002年1月、KOSDAQへ上場。
- 2004年8月、筆頭株主がポイボスからCJへと移ったことで、CJグループ傘下となる。その後、「CJ Media」へ吸収される。
- 2006年9月30日、GM Agency、MaxMP3、ID Icheon Entertainmentの統合により、「Mnet Media」として再び発足。
- 2007年1月、子会社「Core Contents Media」を設立。
- 2007年5月、「CJ Music」を吸収。
- 2011年1月、CJ E&M（現：CJ ENM）に吸収され、「CJ E&M Music」として新設される。
- 2011年3月、KOSDAQへの上場を廃止。
- 2013年12月、Jellyfish Entertainmentの株式19%を取得し、パートナーシップを締結。
- 2014年3月、Jellyfish Entertainment、The Music Works、MMO Entertainment、1877 Entertainmentを「CJ E&M Label」傘下に配置[2]。
- 2014年4月、日本のVictor Entertainmentと合同会社「CJ Victor Entertainment」を設立[3]。
- 2015年9月、B2M Entertainmentを買収[4]。
- 2015年10月、Hi-Lite Recordsとパートナーシップを締結[5]。
- 2016年1月、AOMGとパートナーシップを締結[6]。
- 2017年、「Stone Music Entertainment」を新設。
- 2017年8月、音楽プロデューサーのブラック・アイド・ピルスン率いる「High Up Entertainment」を設立[7]。
- 2017年8月、Jellyfish Entertainmentの株式32%を追加し、計51%を取得[8]。
- 2017年11月、Amoeba Cultureを買収[9]。
- 2018年4月3日、Stone Music Entertainmentを法人化。
- 2018年5月、「Stone Music Entertainment」へ吸収合併。
- 2018年6月、Wanna Oneの専属レーベル、SWING Entertainmentを設立。
- 2018年8月、親会社のCJ E&M（現：CJ ENM）がHigh Up Entertainmentの株式51%をブラック・アイド・ピルスンに売却。
- 2018年9月、IZ*ONE、及びfromis_9の専属レーベル「OFF THE RECORD Entertainment」を設立[10]。
- 2018年10月、CJグループ傘下のCJ Digital Musicと合併したGENIE MUSICへ、Stone Music Entertainmentのデジタル配給における権限を売却[11]。
- 2019年2月1日、元Wanna Oneメンバーであるカン・ダニエル、及びユン・ジソンの専属レーベル「LM Entertainment」を設立[12]。
- 2021年4月8日、CJ ENM傘下レーベルの再編に伴い、廃業[13]。
- 2021年5月、新設の「WAKEONE」へと業務を統合[14]。

## 在籍アーティスト

### 音楽レーベル所属アーティスト
- MMO Entertainment
  - Kim Feel
  - ソン・ホヨン
  - IN2IT

- LM Entertainment
  - ユン・ジソン

- SWING Entertainment
  - キム・ジェファン
  - ソン・ホヨン

- Studio Blu
  - DAVII
  - Truedy
  - Heize
  - Mia

- KQ Entertainment
  - Block B
  - ATEEZ

- WM Entertainment
  - ONF

- MNH Entertainment
  - 8TURN

- WAKEONE Entertainment
  - TO1
  - Kep1er（Swing Entertainmentと共同運営）
  - ZEROBASEONE
  - チョ・ユリ
- YUE HUA Entertainment
  - EVERGLOW
  - チョ・スンヨン

- J9 Entertainment
  - CIGNATURE

- Jellyfish Entertainment
  - VIXX
  - VERIVERY

- n.CH Entertainment
  - NATURE

- BELIFT LAB
  - ENHYPEN
  - ILLIT

## 旧所属アーティスト

### かつての所属アーティスト
- Stone Music Entertainment
  - ダビチ（2014年 - 2021年、WAKEONE Entertainmentへ移籍）
  - SG Wannabe（2015年 - 不明）
  - fromis_9（2017年 - 2018年、OFF THE RECORD Entertainmentへ移籍）
  - TOO（現 TO1）（2020年 - 2021年、WAKEONE Entertainmentへ移籍）
  - Ash-B（Studio Bluへ移籍）
  - イ・ソクフン
  - エリック・ナム（2015年 - 2021年、Lime Music Entertainmentへ移籍）
  - キム・ミンジェ（2014年 - 2019年）
  - チョ・ユリ（2018年 - 2021年、WAKEONE Entertainmentへ移籍）
  - パク・ボラム
  - ロイ・キム

- SWING Entertainment
  - I.O.I（2019年）[注 1]
  - X1（2019年 - 2020年）
  - キム・ジェファン
  - ソン・ホヨン
  - ナッティ

- YMC Entertainment
  - I.O.I（2016~2017年、Swing Entertainmentへ移籍）
- Studio Blu
  - DAVII
  - Truedy
  - Heize
  - Mia

### かつての音楽レーベル所属アーティスト
- SWING Entertainment
  - X1（2019年 - 2020年、活動終了）

- Studio Blu
  - I.O.I（2019年、活動終了）[注 1]
- OFF THE RECORD Entertainment
  - IZ*ONE（2018年 - 2021年、活動終了）
  - fromis_9（2018年 - 2021年、HYBE LABELSへ移籍）

- RBW
  - ONEWE（2015年 - 2019年、KakaoM（現：Kakao Entertainment）へ移籍）

- Jellyfish Entertainment
  - gugudan（2016年 - 2019年、解散）

- PLEDIS Entertainment
  - NU'EST W（2017年 - 2020年）
  - NU'EST（2019年 - 2020年、HYBE LABELSへ移籍）
  - SEVENTEEN（2019年 - 2020年、HYBE LABELSへ移籍）

- YMC Entertainment
  - I.O.I（2016年 - 2017年、Studio Bluへ移籍）
- LM Entertainment
  - カン・ダニエル（2017年 - 2020年、Sony Music Koreaへ移籍）

### かつての傘下
- AOMG（2016年 - 2021年）
- Amoeba Culture（2017年 - 2021年）
- H1GHR MUSIC（不明 - 2021年）
- SWING Entertainment（2018年 - 2021年）
- OFF THE RECORD Entertainment（2018年 - 2021年）
- PLEDIS Entertainment
- High Up Entertainment（2017年 - 2018年）
- MMO Entertainment（2014年 - 不明）
- B2M Entertainment（2014年 - 不明）
- 1877 Entertainment（2015年 - 不明）
- CJ Victor Entertainment（2014年 - 2017年）
- The Music Works（2014年 - 不明）
- Hi-Lite Records（2015年 - 不明）